# 100047 Leobaeck
100047 Leobaeck è un asteroide della fascia principale. Scoperto nel 1991, presenta un'orbita caratterizzata da un semiasse maggiore pari a 2,4206245 UA e da un'eccentricità di 0,2059161, inclinata di 1,75713° rispetto all'eclittica.